# Chiesa di San Michele Arcangelo (Mereto di Tomba)
La chiesa di San Michele Arcangelo è la parrocchiale di Mereto di Tomba, in provincia e arcidiocesi di Udine; fa parte della forania del Medio Friuli.

## Storia
I lavori di costruzione della parrocchiale iniziarono nel 1713 su progetto di Giovanni Maria Alberto Bertoli e, due anni dopo, l'edificio era stato edificato fino al tetto. Nel 1739 la chiesa era stata completata, ad esclusione della facciata, terminata appena nel 1765.

## Interno
All'interno della chiesa si possono ammirare un'acquasantiera di Giovan Battista Cucchiaro, risalente al 1739 e l'altare maggiore, costruito nel 1715 da Giovanni Tognon, con sculture dei Santi Ermacora e Fortunato di Giuseppe Torretti. 
Nel presbiterio troviamo affreschi del 1747, opera di Giuseppe Buzzi e raffiguranti San Pietro che consegna il pastorale a Sant'Ermacora e la Decollazione di Sant'Ermacora.